# Мюнстердорф
Мюнстердорф (нем. Münsterdorf) — община в Германии, в земле Шлезвиг-Гольштейн. 
Входит в состав района Штайнбург. Подчиняется управлению Брайтенбург.  Население составляет 1958 человек (на 31 декабря 2010 года). Занимает площадь 5,11 км².